# Caetano Ximenes de Aragão
Caetano Ximenes de Aragão (Alcântaras, 24 de fevereiro de 1927 — Fortaleza, 14 de julho de 1995) foi um escritor e médico brasileiro.

## Biografia
Era filho de Roberto Ximenes de Aragão e de Edite Ximenes Aragão, e irmão de Roberto Ximenes de Aragão. Realizou os primeiros estudos com professores em casa, e nos colégios Farias Brito e Colégio Sobralense, concluindo o primário em Sobral. Desde cedo tornou-se em assíduo leitor e escritor de poesias.
Na década de 1940, seu pai o matriculou no Colégio Castelo Branco, na capital cearense Fortaleza. Após a conclusão do ginasial, e por não haver escola de medicina no Ceará, viajou para o estado da Bahia, onde concluiu o científico, ingressando e sendo o mais jovem entre os colegas na Faculdade de Medicina da Universidade da Bahia.
Clínico e adepto de ideias humanitárias e socialistas, regressou a cidade natal Alcântaras, onde passou a dar consultas gratuitamente, durante um mês, para os pobres do município. Depois exerceu o ofício em Tianguá, na Serra de Ibiapaba.

## Obras

Romanceiro de Bárbara, reeditado em 2010 pelo projeto Luz do Ceará da Secretaria de Cultura do Ceará.

- O Pastoreio da Nuvem e da Morte (1975)
- Romanceiro de Bárbara  (1980)
- Sangue de Palavra  (1981)
- Canto Intemporal (1982)
- Caetanias (1985)

### Póstumas
- Ilha dos cornos (1996)
- Canto pela paz (2004)